# Elvin Məmişzadə
Elvin Rauf oğlu Məmişzadə (auch Elwin Mamischsade oder Elvin Mamishzade, * 17. Dezember 1991 in Sumqayıt) ist ein ehemaliger aserbaidschanischer Boxer im Fliegengewicht.

## Karriere
Im Nachwuchsbereich gewann er jeweils die Goldmedaille bei der Kadetten-Europameisterschaft 2007 in Siófok und der Jugend-Europameisterschaft 2009 in Stettin.
Bei den Erwachsenen wurde er dann 2009, 2010 und 2011 jeweils nationaler Meister im Halbfliegengewicht und verlor bei der Weltmeisterschaft 2009 in Mailand noch in der Vorrunde gegen Nanao Singh. 2010 wurde er jeweils Vizemeister bei der Europameisterschaft in Moskau und dem Europacup in Charkiw, wobei ihm auch Siege gegen Dawid Airapetjan und Howhannes Danieljan gelungen waren. Bei der Europameisterschaft 2011 in Ankara schied er in der Vorrunde gegen Selçuk Eker aus, erreichte jedoch bei der Weltmeisterschaft 2011 in Baku das Viertelfinale, wo er beim Kampf um einen Medaillenplatz gegen Michail Alojan unterlag.
Bei den Olympischen Spielen 2012 in London verlor er in der Vorrunde gegen Njambajaryn Tögstsogt und gewann bei der Europameisterschaft 2013 in Minsk eine Bronzemedaille, nachdem er im Halbfinale gegen Andrew Selby ausgeschieden war. Bei der Weltmeisterschaft 2013 in Almaty verlor er im Viertelfinale gegen Chatchai Butdee.
2014 wurde er nationaler Meister im Fliegengewicht und gewann 2015 die Europaspiele in Baku, wobei er unter anderem Daniel Assenow, Hamza Touba und Vincenzo Picardi besiegen konnte. Bei der anschließenden Weltmeisterschaft 2015 in Doha gewann er mit Siegen gegen Hamza Touba, Muhammad Ali, Mohamed Flissi und Yosvany Veitía ebenfalls die Goldmedaille und qualifizierte sich mit diesem Erfolg auch für die Olympischen Spiele 2016 in Rio de Janeiro, wo er im Viertelfinale gegen Shahobiddin Zoirov ausschied.
2017 nahm er noch an der Europameisterschaft in Charkiw teil, wo er in der Vorrunde gegen Manuel Cappai unterlag. Von 2013 bis 2015 boxte er zudem in der World Series of Boxing und gewann sechs von neun Kämpfen.